# Tyreek Hill
Pour les articles homonymes, voir Hill.
(en) Statistiques sur pro-football-reference
Tyreek Hill, né le 1er mars 1994 à Lauderhill en Floride, est un joueur de football américain évoluant comme wide receiver. Il a été auparavant un athlète spécialiste du sprint.
Après avoir été un sprinteur de haut niveau, Hill se reconvertit dans le football américain. En 2016, il est sélectionné par les Chiefs de Kansas City.

## Biographie

### Carrière universitaire
Il rejoint en 2013 le Garden City Community College, un collège communautaire au Kansas, où il y fait de l'athlétisme et du football américain. Pouvant gagner des yards aussi bien par la course que par la réception de passes, il réalise 659 yards au sol pour 5 touchdowns en plus de réceptionner 67 passes pour 532 yards.
Après un séjour réussi avec Garden City, il est convoité par de nombreuses universités et choisit finalement l'université d'État de l'Oklahoma. Avec l'équipe des Cowboys, il a un rôle de joueur d'utilité, en jouant comme wide receiver, running back ainsi que spécialiste des retours de kickoffs et de punts.
En septembre 2015, il rejoint l'équipe des Tigers de l'université de West Alabama. L'entraîneur principal des Tigers, Brett Gilliland, a initialement refusé de prendre Hill dans l'équipe après avoir lu les détails du rapport de police de son arrestation pour violence conjugale. Néanmoins, il fait personnellement connaissance avec Hill, en plus de se référer à ses entraîneurs à Oklahoma State et Garden City avant de finalement le recruter dans l'équipe. Tout comme avec Oklahoma State, Hill est utilisé autant à l'attaque (running back et wide receiver) que dans les unités spéciales (punt returner et kick returner).

### Carrière professionnelle
À l'approche de la draft 2016 de la National Football League (NFL), les pronostics croient que Hill ne sera pas sélectionné par une équipe, principalement à cause de l'épisode de violence conjugale, et il n'est pas invité lors du combine tenu par la NFL. Malgré tout, Hill impressionne les recruteurs par sa rapidité durant un pro day par West Alabama. Cependant, plusieurs équipes ne se laissent pas convaincre et préfèrent éviter de le sélectionner, mais son entraîneur de West Alabama croit qu'au moins 20 équipes s'intéressent à lui.
Lors de la draft, il est sélectionné par les Chiefs de Kansas City au 165e rang lors du cinquième tour. Cette sélection est critiquée par les supporteurs des Chiefs à cause de son passé de violence conjugale, en plus de rappeler l'histoire des Chiefs avec Jovan Belcher. Le manager général de l'équipe John Dorsey a d'ailleurs dû recevoir l'approbation du propriétaire, Clark Hunt, pour sélectionner Hill. Hill s'entend par la suite avec les Chiefs sur un contrat de 4 ans pour un montant de 2,58 millions de dollars.
Il commence la saison 2016 en jouant principalement dans les unités spéciales comme spécialiste pour les retours de kickoffs et de punts, et est quatrième dans la hiérarchie des receveurs derrière Jeremy Maclin, Chris Conley (en) et Albert Wilson. Lors du premier match de la saison, il réceptionne une passe de touchdown de 9 yards en plus de gagner 35 yards sur 3 retours de punts.
Au fur et à mesure que la saison avance, Hill est de plus en plus utilisé en attaque et le 27 novembre contre les Broncos de Denver, il marque un touchdown sur un retour de kickoff de 86 yards en plus d'en marquer deux autres, un par une course de 3 yards et un autre par une réception de 3 yards, qui permet d'égaliser le score dans les dernières secondes du dernier quart-temps. Il devient ainsi le premier joueur à marquer un touchdown par un retour de botté, une course et une réception depuis Gale Sayers en 1965.
Il est sélectionné au Pro Bowl pour cette saison en tant que kick returner. Alors qu'il s'établit comme un membre important autant en attaque dans les unités spéciales au sein des Chiefs, il figure dans la liste des 100 meilleurs joueurs de la NFL en étant classé 36e.
Le 26 avril 2019, il est exclu indéfiniment de toute activité par les Chiefs à la suite d'un enregistrement sonore à propos de mauvais traitements infligés à son fils de trois ans,. Le 19 juillet, la NFL annonce qu'elle ne sanctionne pas Hill dans cette affaire parce qu'il n'a pas violé le code de conduite de la ligue.
Le 6 septembre 2019, Hill signe un contrat de trois ans et 54 millions de dollars avec les Chiefs.
Hill finit la saison 2019 avec 58 réceptions pour 860 yards et 7 touchdowns à la réception. Hill remporte le Super Bowl LIV avec les Chiefs.
Lors de la 12e semaine de la saison 2020, Hill réalise une performance impressionnante contre les Buccaneers de Tampa Bay. Il fait 13 réceptions pour trois touchdowns et un gain total de 269 yards (son record personnel). Il devient le 5e joueur de l'histoire de la NFL à gagner plus de 260 yards à la réception et à marquer trois touchdowns. Les Chiefs remportent le match 27-24,. Cette performance lui vaut d'être nommé joueur offensif de la semaine de l'AFC. Hill gagne 203 yards dans le premier quart-temps.

## Affaires judiciaires

### 2014 - Violence conjugale
Le 12 décembre 2014, il est arrêté par la police de Stillwater pour violence conjugale envers sa petite amie enceinte, qui déclare avoir été frappée et étranglée par Tyreek Hill. À la suite de ces accusations envers Tyreek Hill, il est expulsé par l'équipe des Cowboys. Le 22 août 2015, il plaide coupable à des accusations de violence conjugale et de coups et blessures par étranglement, et est condamné à trois ans de probation.

## Statistiques
| Année              | Équipe                | MJ                 |     | Passes réceptionnées | Passes réceptionnées | Passes réceptionnées | Passes réceptionnées |       | Courses | Courses | Courses | Courses |  | Fumbles | Fumbles |
| Année              | Équipe                | MJ                 | Nb. | Yards                | Moy.                 | TD                   | Nb.                  | Yards | Moy.    | TD      | Nb.     | Perdus  |  |         |         |
| 2016               | Chiefs de Kansas City | 16                 | 61  | 593                  | 9,7                  | 6                    | 24                   | 267   | 11,1    | 3       | 4       | 1       |  |         |         |
| 2017               | Chiefs de Kansas City | 15                 | 75  | 1 183                | 15,8                 | 7                    | 17                   | 59    | 3,5     | 0       | 2       | 0       |  |         |         |
| 2018               | Chiefs de Kansas City | 16                 | 87  | 1 479                | 17                   | 12                   | 22                   | 151   | 6,9     | 1       | 0       | 0       |  |         |         |
| 2019               | Chiefs de Kansas City | 12                 | 58  | 860                  | 14,8                 | 7                    | 8                    | 23    | 2,9     | 0       | 0       | 0       |  |         |         |
| 2020               | Chiefs de Kansas City | 15                 | 87  | 1 276                | 14,7                 | 15                   | 13                   | 123   | 9,5     | 2       | 1       | 0       |  |         |         |
| Totaux en carrière | Totaux en carrière    | Totaux en carrière | 368 | 5 391                | 14,6                 | 47                   | 84                   | 623   | 7,4     | 6       | 7       | 1       |  |         |         |

## Palmarès

### Athlétisme
| Date | Compétition                   | Lieu      | Résultat | Épreuve   | Performance |
| ---- | ----------------------------- | --------- | -------- | --------- | ----------- |
| 2012 | Championnats du monde juniors | Barcelone | 4e       | 100 m     | 10 s 29     |
| 2012 | Championnats du monde juniors | Barcelone | 3e       | 200 m     | 20 s 54     |
| 2012 | Championnats du monde juniors | Barcelone | 1er      | 4 x 100 m | 38 s 67     |

#### Records
| Épreuve    | Performance | Lieu    | Date        |
| ---------- | ----------- | ------- | ----------- |
| 100 mètres | 10 s 19     | Orlando | 26 mai 2012 |
| 200 mètres | 20 s 14     | Orlando | 26 mai 2012 |

### Football américain
- Vainqueur du Super Bowl LIV avec les Chiefs de Kansas City